# Werner March
Werner Julius March (ur. 17 stycznia 1894 w Berlinie-Charlottenburgu, zm. 11 stycznia 1976 w Berlinie) – niemiecki architekt.

## Życiorys
Na potrzeby Letnich Igrzysk Olimpijskich w 1936 roku, które odbyły się w Berlinie, March zaprojektował Stadion Olimpijski, co było najważniejszą pracą, której był autorem. Obiekt powstał w miejscu stadionu z 1916 roku, którego projektantem był jego ojciec, Otto. Nie jest jasne czy March został zainspirowany do wprowadzenia bardziej klasycznego projektu by spełnić oczekiwania Nazistów (według Alberta Speera), czy jednak March opracował okazałą i rozległą architekturę, która zapowiadała duch III Rzeszy.

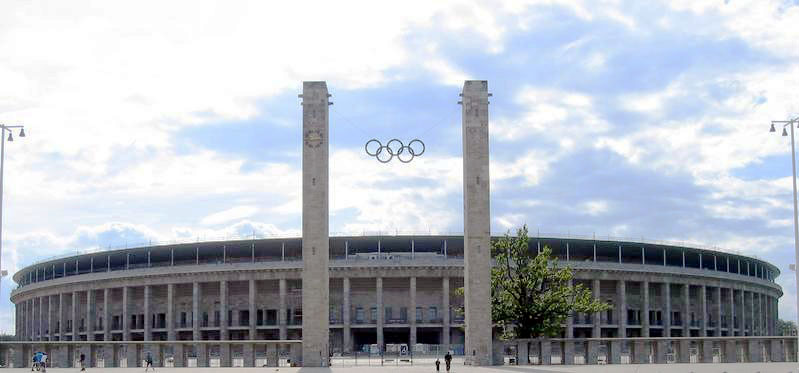
Stadion Olimpijski w Berlinie

Berliński Stadion Olimpijski, którego pojemność wynosi 74 228 miejsc, jest jednym z głównych obiektów rozrywkowych w Niemczech. Był on wykorzystywany zarówno podczas MŚ w Piłce Nożnej w 1974 roku,  MŚ w Piłce Nożnej w 2006 roku, jak i EURO 2024.
March w 1939 roku przedstawił plany dla Zentralstadium, jednak wybuch II wojny światowej uniemożliwił budowę obiektu. Zaprojektował on także Carinhall – rezydencję Marszałka III Rzeszy Hermanna Göringa – która znajdowała się nieopodal Berlina.
W 1936 roku Werner March wspólnie z bratem Walterem zdobyli złoty medal w Olimpijskim Konkursie Sztuki i Literatury (w konkurencji plany miejskie).